# Контошино
Конто́шино — село в Косихинском районе Алтайского края, Россия. Административный центр Контошинского сельсовета.

## География
Село находится на реке Бобровка.
Расстояние до районного центра Косиха — 19 км, до краевого центра Барнаул — 47 км.
Климат
Климат резко континентальный. Континентальность климата проявляется и в том, что основная часть осадков, примерно половина годового количества, выпадает в течение летних месяцев с июня по август. Средняя температура января минус 20 ˚С, июля — +21 ˚С.
Абсолютный температурный максимум — +38 ˚С, абсолютный минимум — минус 52 ˚С. Преобладание в Косихинском районе малооблачной антициклональной погоды обуславливает низкие температуры зимой и достаточно высокие летом. Годовое количество атмосферных осадков — 350—400 мм. Преобладающее направление ветра в течение года — юго-западное с переходом на северо-западное.
Транспорт
В 4 км от села проходит федеральная трасса «Чуйский тракт» Новосибирск — Барнаул — Горно-Алтайск — граница с Монголией. Регулярно ходят рейсовые междугородние автобусы из районного и краевого центров. Ближайшая железнодорожная станция Косиха находится в 6 км от села.

## История
В «Ойконимическом словаре Алтая» Л. М. Дмитриевой указана дата основания села — 1751 год, но нет документальных сведений (дата указана со слов старожилов). Исследователь называет прежние имена поселения: деревня Контошиха, Контошина. Имя деревня получила по фамилии одного из основателей села.
В «Списке населенных мест Томской губернии за 1859 год» есть деревня Контошина, в которой числится 6 дворов, проживали 22 мужчины и 20 женщин.
В 1893 году на речке Бобровке отмечены деревни, «расположенные совокупно»: Плотникова, Еркина и Кучумова. В деревне Контошина 55 дворов крестьянских и 11 некрестьянских, число жителей: 185 мужчин и 172 женщины.
В «Списке населенных мест Томской губернии за 1911 год» в деревне 121 двор, проживало 358 мужчин и 342 женщины, есть школа грамоты, хлебозапасный магазин, открылись 2 торговых лавки.
«Список населенных мест Сибирского края 1928 года» содержит другую дату основания села — 1807 год. Деревня Контошиха на речке Бобровка административно расположена в границах Косихинского района, в ней 254 хозяйства, 1243 жителя. Работает сельский совет, лавка общества потребителей, школа первой ступени.
В селе Контошино многие жители воевали и слегли на полях Великой Отечественной войны, есть Герои Советского Союза.
- Григорьев Иван Иванович — гвардии старший лейтенант, командир эскадрильи.
- Кошелев Иван Сергеевич — рядовой, получил звание Героя за проявленную доблесть и отвагу в боях.

## Население
| 1997 | 1998 | 1999 | 2000 | 2001 | 2002 | 2003 |
| ---- | ---- | ---- | ---- | ---- | ---- | ---- |
| 943  | ↗948 | ↗953 | ↗973 | ↗991 | ↘964 | ↗970 |
| 2004 | 2005 | 2006 | 2007 | 2008 | 2009 | 2010 |
| ↗978 | ↘942 | ↗952 | ↘928 | ↘923 | ↘888 | ↘851 |
| 2011 | 2012 | 2013 |      |      |      |      |
| ↘842 | ↘804 | ↘762 |      |      |      |      |

## Инфраструктура
В селе работают сельскохозяйственные и лесоторговые предприятия (СТ «Раздольное», СПК коопхоз «Советское», ООО "Косихинский лесхоз), несколько фермерских хозяйств и КФК, торговые и коммерческие фирмы (ООО «Гермес», «Терра», «А. Д. Технологии», сельскохозяйственный кооператив «Советское»,)
АгроБаза https://www.agrobase.ru/selxozpredpriyatiya/rossiya/sfo  портал agrobase.ru.
Есть детский сад «Ягодка», школа искусств и общеобразовательная школа, филиал Косихинского дома культуры, сельская амбулатория, почта. На базе Детской школы искусств открыт Центр немецкой культуры. В селе есть сотовая связь и интернет.
Село газифицировано.